# Dicruridae
Famille
Les Dicruridae, ou Dicruridés, sont une famille de passereaux actuellement constituée du seul genre Dicrurus et de 25 espèces. Elle rassemble des drongos, oiseaux généralement noirs, gris ou arborant des teintes métalliques, insectivores, dont l'aire de répartition s'étend de la zone afrotropicale à la zone indomalaise avec de nombreuses espèces endémiques à différentes îles de l'Océan Indien.

## Position systématique
Le genre Chaetorhynchus était auparavant placé dans cette famille, jusqu'à ce que plusieurs études phylogéniques (Irestedt et al. (2008), Jønsson et al. (2011), Norman et al. (2009), Nyári et al. (2009) et Schodde & Christidis (2014)) démontrent que Chaetorhynchus papuensis (alors nommé Drongo papou) est en réalité un parent éloigné de Lamprolia victoriae, et qu'ensemble ils forment une sous-famille dans le clade des Rhipiduridae. En conséquence, le Congrès ornithologique international (classification 4.3, 2014) déplace cette espèce de cette famille à celle des Rhipiduridae. La famille devient alors monotypique.

### Liste des espèces
D'après la classification de référence (version 15.1, 2025) du Congrès ornithologique international (ordre phylogénique) :
- genre Dicrurus
  - Dicrurus ludwigii – Drongo de Ludwig
  - Dicrurus atripennis – Drongo de forêt
  - Dicrurus adsimilis – Drongo brillant
  - Dicrurus modestus – Drongo modeste
  - Dicrurus fuscipennis – Drongo de Grande Comore
  - Dicrurus aldabranus – Drongo d'Aldabra
  - Dicrurus forficatus – Drongo malgache
  - Dicrurus waldenii – Drongo de Mayotte
  - Dicrurus macrocercus – Drongo royal
  - Dicrurus leucophaeus – Drongo cendré
  - Dicrurus caerulescens – Drongo à ventre blanc
  - Dicrurus annectans – Drongo à gros bec
  - Dicrurus aeneus – Drongo bronzé
  - Dicrurus remifer – Drongo à rames
  - Dicrurus balicassius – Drongo balicassio
  - Dicrurus hottentottus – Drongo à crinière
  - Dicrurus palawanensis – Drongo de Palawan
  - Dicrurus menagei – Drongo de Tablas
  - Dicrurus sumatranus – Drongo de Sumatra
  - Dicrurus densus – Drongo de la Sonde
  - Dicrurus montanus – Drongo des Célèbes
  - Dicrurus bracteatus – Drongo pailleté
  - Dicrurus megarhynchus – Drongo de Nouvelle-Irlande
  - Dicrurus andamanensis – Drongo des Andaman
  - Dicrurus paradiseus – Drongo à raquettes
  - Dicrurus lophorinus – Drongo drongup

### Ancien genre
- Chaetorhynchus A.B. Meyer, 1874